# Nyctiophylax moestus
Nyctiophylax moestus är en nattsländeart som beskrevs av Banks 1911. Nyctiophylax moestus ingår i släktet Nyctiophylax och familjen fångstnätnattsländor. Inga underarter finns listade i Catalogue of Life.